# Ptychobiosis nigrita
Ptychobiosis nigrita är en nattsländeart som först beskrevs av Banks 1939.  Ptychobiosis nigrita ingår i släktet Ptychobiosis och familjen Hydrobiosidae. Inga underarter finns listade i Catalogue of Life.